# Julian Ataman
Julian Ataman (ur. 7 grudnia 1906 w Leżajsku, zmarł 2 sierpnia 1989 w Przemyślu) – polski duchowny rzymskokatolicki. Historyk kościoła, bibliotekarz, archiwista, dyrektor archiwum diecezjalnego.

## Życiorys
Urodził się 7 grudnia 1906 roku w Leżajsku, w rodzinie rzemieślniczej, jako syn Józefa i Wandy z d. Serafin. Szkołę powszechną ukończył w Leżajsku. Wykształcenie średnie zdobył w Miejskim Gimnazjum Realnym w Leżajsku. W latach 1925–1930 studiował w Wyższym Seminarium Duchownym w Przemyślu. 22 czerwca 1930 roku otrzymał święcenia kapłańskie z rąk bpa Anatola Nowaka.
W latach 1930–1931 był wikariuszem w Jasienicy Rosielnej. W latach 1931–1936 studiował historię kościoła na Wydziale Teologicznym Uniwersytetu Warszawskiego. 26 czerwca 1933 roku uzyskał tytuł magistra teologii. 15 czerwca 1936 roku uzyskał tytuł doktora na podstawie dysertacji Sierakowski, jako rządca diecezji przemyskiej w latach 1742–1760. 
22 lipca 1935 roku został wikariuszem w Łańcucie, a 10 października 1935 roku został wikariuszem w Przemyślu. 15 lutego 1936 roku został katechetą w Jarosławiu. 1 kwietnia 1937 roku został katechetą w Gimnazjum Kupieckim w Przemyślu. W latach 1937–1939 był wykładowcą historii kościoła w Wyższym Seminarium Duchownym. W latach 1939–1944 był wikariuszem eksponowanym w Ożomli. W listopadzie 1944 roku został katechetą w I Państwowym Gimnazjum i Liceum im. Juliusza Słowackiego w Przemyślu, a także został rektorem Niższego Seminarium Duchownego w Przemyślu i notariuszem sądu biskupiego. We wrześniu 1945 roku został sędzią prosynodalnym. W latach 1946–1965 był wykładowcą w Wyższym Seminarium Duchownym. 
W latach 1951–1976 kierował biblioteką diecezjalną. W 1959 roku otrzymał godność szambelana papieskiego. W latach 1954–1957 był postulatorem w procesie beatyfikacyjnym bpa Józefa Sebastiana Pelczara. W latach 1955–1976 był dyrektorem archiwum diecezjalnego. Zmarł 2 sierpnia 1989 roku w Przemyślu.  

## Publikacje
- ks. Julian Ataman, W.H. Sierakowski i jego rządy w diecezji przemyskiej, „Studia Historico-Ecclesiastica” t. 3, Warszawa 1936
- ks. Julian Ataman, Wybór wiadomości z dziejów Kościoła, Przemyśl 1968
- ks. Julian Ataman, Zarys dziejów diecezji przemyskiej obrządku łacińskiego, Przemyśl 1985.